# Ernst Egert
Ernst Egert (* 29. Oktober 1949 in Wixhausen; † 10. Juni 2016) war ein deutscher Chemiker (Organische Chemie, Biochemie) und Hochschullehrer an der Johann Wolfgang Goethe-Universität Frankfurt am Main.
Egert wurde 1979 an der TH Darmstadt  promoviert („Der Einfluß von Substituenten in 5-Stellung auf die Struktur modifizierter Uridine und deren Funktion im Anticodon von Transfer-Ribonukleinsäuren“) und habilitierte sich 1988 in Göttingen. Ab 1989 war er Professor an der Universität Frankfurt.
Er befasste sich mit der Weiterentwicklung röntgenkristallographischer Methoden zur Strukturbestimmung in der Organischen Chemie und Biochemie und mit Molecular Modelling (Programm MOMO).
1989 erhielt er ein Dozentenstipendium des Fonds der Chemischen Industrie. 1996 erhielt er mit Gerhard Quinkert und Christian Griesinger den Literaturpreis des Fonds der Chemischen Industrie für ihr Buch Aspekte der Organischen Chemie. Das Buch befasst sich mit theoretischen Aspekten der Organischen Chemie.

## Schriften
- mit Gerhard Quinkert, Christian Griesinger: Aspekte der Organischen Chemie, Verlag Helvetica Chimica Acta 1995